# هدى صلاح
هدى صلاح (17 سبتمبر 1983 -)، ممثلة تونسية. بدأت التمثيل في عام 2004، واستمرت بعدها فيه.

## أعمالها

### في التلفزيون
| سنة الإنتاج | المسلسل              | بمشاركة |
| ----------- | -------------------- | --- |
| 2006        | نجمة الخليج          | هدى الخطيب، غازي حسين، هيفاء حسين، عبد المحسن النمر، حسن البلام                                                    |
| 2007        | جنون المال           | أحمد الصالح، عبد المحسن النمر، أحمد الجسمي، ولد الديرة، بدرية أحمد، فاطمة الحوسني                                  |
| 2008        | أبلة نوره            | حياة الفهد، أحمد الجسمي، فاطمة الحوسني، يلدا، مرام، حمد العماني، هند البلوشي                                       |
| 2009        | وعاد الماضي          | مريم الصالح، أحمد الصالح، سليمان الياسين، بدرية أحمد، مشاري البلام، شيماء سبت، فاطمة الصفي، شهاب جوهر، مشعل الجاسر |
| 2009        | قلوب حائرة           | هدى الخطيب، علي جمعة، منى شداد، شهاب حاجيه                                                                         |
| 2010        | غشمشم - الجزء الخامس | فهد الحيان، هيا الشعيبي                                                                                            |
| 2010        | من أيام مليحة        | |
| 2011        | ما نتفق              | زهرة الخرجي، إبراهيم الزدجالي، بثينة الرئيسي، بدرية أحمد، إيمان محمد علي، ليلى السلمان                             |
| 2011        | ظلال الماضي          | فاطمة الحوسني ،حبيب غلوم، اسمهان توفيق                                                                             |
| 2012        | حبر العيون           | حياة الفهد، أحمد الصالح، أحمد الجسمي، حبيب غلوم، هند البلوشي، هيا عبد السلام، محمود بوشهري                         |
| 2012        | وتستمر الايام        | عبد العزيز المسلم ،مشاري البلام ،مرام البلوشي                                                                      |
| 2012        | سالفة عمران          | مراون عبد الله ، الاء شاكر ، غازي حسين                                                                             |
| 2013        | توم الغرة            | ياسر المصري، عبير عيسى، نادرة عمران، محمد الإبراهيمي، رشيد ملحس، رفعت النجار                                       |
| 2013        | أوراق من الماضي      | عبد العزيز الجاسم ،ناصر محمد                                                                                       |
| 2013        | عطر الجنة            | زهرة عرفات، شفيقة يوسف، عبد الله بوشهري ،فؤاد علي                                                                  |
| 2013        | محال                 | جاسم النبهان، عبد الرحمن العقل، فاطمة الحوسني، منى شداد، محمود بوشهري، شهد الياسين                                 |
| 2013        | يا مالكا قلبي        | شذى حسون، فايز السعيد ،أحمد الصالح، أحمد مساعد، أحمد الجسمي، لمياء طارق، حسين المهدي                               |
| 2014        | ناعورة الهواء        | |
| 2015        | حصاد الزمن           | زهرة عرفات |
| 2015        | بقايا ألم            | عبد العزيز الحداد ،مرام البلوشي، عبد الله البارون                                                                  |
| 2016        | بين قلبين            | صمود الكندري، عبد الله بوشهري، عبد الله الطليحي ،نور غندور ،بشار الشطي                                             |
| 2016        | الوجه المستعار       | شهاب حاجية، فوز الشطي                                                                                              |
| 2016        | لمحات                | أسمهان توفيق |
| 2016        | عود أخضر             | عبير أحمد ، شيلاءسبت                                                                                               |
| 2017        | دكتوراة في الحب      | فرح الصراف ،شهاب حاجية ،فوز الشطي                                                                                  |
| 2017        | خيوط حرير            | أحمد العونان،هنادي الكندري،هند البلوشي،                                                                            |
| 2017        | مسلسل سيلفي          | عبد الحسين عبد الرضى ،ناصر القصيبي                                                                                 |
| 2017        | نهاية حلم            | امل العوضي،عبد الله بوشهري،أميرة محمد ،فهد البناي                                                                  |
| 2017        | اليوم الاسود         | شجون،حسن البلام،عبد الله بوشهري                                                                                    |
| 2018        | الجسر                | عبد العزيز المسلم ،مشاري البلام،منى حسين                                                                           |
| 2018        | عمود البيت           | محمد الدوسري |
| 2018        | حبيبي حياتي          | حسن البلام ، منى شداد ،زهرة عرفات                                                                                  |
| 2019        | بلاني زماني          | حسن البلام ،فهد البناي ،خالد المظفر                                                                                |
| 2019        | سبع بواب             | سعيد الفرج ، خالد امين ، اسمهان توفيق ، هبة الدري                                                                  |

### من المسرحيات
| سنة الإنتاج | اسم المسرحية                   | بمشاركة                                      |
| ----------- | ------------------------------ | -------------------------------------------- |
| 2004        | صح النوم يا عرب                | حياة الفهد، عبد الإمام عبد الله، ميساء مغربي |
| 2010        | خمس خوات وصياد عروض عيد الأضحى | مشاري البلام ، الهام الفضالة                 |

### من الأفلام
| سنة الإنتاج | اسم الفيلم    | بمشاركة                          |
| ----------- | ------------- | -------------------------------- |
| 2008        | دعاء          | خالد ذياب                        |
| 2012        | حب ملكي       | حبيب غلوم، آلاء شاكر             |
| 2015        | المخيم        | عبد الرحمن العقل ، رامي عبد الله |
| 2019        | اطلع من مزاجي | أحمد العونان ،خالد العجيرب       |

### البرامج التلفزيونية
| اسم البرنامج | سنة الإنتاج | القناة      | نوع البرنامج |
| ------------ | ----------- | ----------- | ------------ |
| سيدتي        | 2013-2016   | روتانا      | يومي - مباشر |
| خمسة         | 2011        | تلفزيون دبي |              |
| قصيدة التحدي | 2008        | قناة فواصل  | شعر          |

## روابط خارجية
- هدى صلاح على موقع قاعدة بيانات الأفلام العربية